# Labazá
Labazá ist ein Ort in der autonomen Gemeinschaft Galicien in Spanien. Er gehört der Provinz A Coruña und dem Municipio Vilarmaior an. Im Jahr 2015 lebten 9 Menschen in Labazá, von denen drei männlich und sechs weiblich waren.

## Lage
Labazá liegt etwa 30 Kilometer östlich von A Coruña und etwa 700 Meter östlich von Vilarmaior.